# آنته‌آ
آنته‌آ (به ایتالیایی: Antea) یا پرتره‌ای از یک زن جوان، اثر نقاش شیوه گرای ایتالیایی قرون وسطی جیرولامو فرانچسکو ماریا ماتزولا معروف به پارمیجانینو است. وی این تابلو را در ۱۵۲۴ میلادی خلق نموده‌است.
تابلوی مذکور هم‌اکنون در موزه ملی کاپودیمونته در ناپل ایتالیا نگهداری می‌گردد. این اثر به ابعاد ۸۶ در ۱۳۶ سانتی‌متر و به صورت رنگ روغن کار شده‌است.
این تابلو با نام آنته‌آ نیز شناخته می‌شود.